# Giobbe di Strigonio
Giobbe di Strigonio (in ungherese Jób; dopo il 1150 – Esztergom, 1º febbraio 1204), fu un ecclesiastico ungherese vissuto a cavallo tra il XII e il XIII secolo e che fu vescovo di Vác dal 1181 al 1183 e arcivescovo di Esztergom dal 1185 fino alla sua morte.

## Biografia
Di origini incerte, Giobbe nacque poco dopo il 1150 e, intorno al 1180, studiò presso l'abbazia di Santa Genoveffa a Parigi, insieme a diversi altri ecclesiastici magiari. Il suo abate, Stefano scrisse una lettera a Béla III d'Ungheria per informarlo che uno di quei chierici, Betlemo, era morto di malattia, mentre i suoi compagni, Giobbe, Adriano e Michele erano presenti sul letto di morte. Anche i genitori di Betlemo, ossia il padre Lorenzo fu giudice reale prima di recarsi in esilio in Austria per anni, e sua moglie Cristina, ricevettero una lettera dall'abate in cui li si assicurava che il loro figlio era morto senza lasciare debiti, e Stefano ringraziò la donazione inviata in precedenza per l'abbazia (ori, pianete, cavalli e stendardi). Quando le lettere di Stefano furono pubblicate per la prima volta nel 1661, la cui raccolta divenne in seguito parte della Patrologia Latina, lo storiografo Masson riporta in modo errato il nome di Giobbe nella forma di Jacobus (Giacomo), ma l'archivista ungherese György Györffy hq corretto l'errore dopo aver esaminato i codici originali. Poiché Betlemo era di nobili origini, Györffy ha ipotizzato che pure Giobbe fosse un chierico di alto lignaggio, spedito da Béla III in Francia allo scopo di beneficiare di un'istruzione superiore. La prima sposa di Béla fu Agnese d'Antiochia, la quale ebbe un ruolo decisivo nella diffusione dei modelli culturali francesi nel regno d'Ungheria.
Tornato a casa, Giobbe fu eletto vescovo di Vác nel 1181, mentre Adriano divenne cancelliere della corte reale (Béla fu responsabile dell'istituzione della cancelleria reale) e in seguito agì in veste di vescovo di Transilvania. Anche l'altro loro compagno, Michele, morì a Parigi, non molto tempo dopo Betlemo, stando ai testi funerari dell'abbazia di Santa Genoveffa. Giobbe fu vescovo di Vác almeno fino al 1183, ma è possibile che avesse preservato la carica fino al 1185, quando divenne arcivescovo di Esztergom. Il suo successore, Boleslao di Vác, appare nelle fonti medievali soltanto a partire dal 1193. Approfittando dell'anarchia emergente nell'impero bizantino, Béla avanzò fino a Niš e Sofia nella prima metà del 1183 nell'ambito della guerra bizantino-ungherese del 1180-1185. A Sofia, si appropriò della bara contenente le reliquie di Giovanni di Rila, e ordinò che «fosse trasportata con grandi onori nella sua terra e che fosse deposta con onore nella chiesa» di Esztergom, come riferito dalla Vita dal Prologo di Sofia del santo. Tuttavia, entrambi gli arcivescovi, ovvero Nicola e Giobbe, si opposero all'intenzione del re di introdurre la venerazione di un santo della Chiesa ortodossa. Le reliquie di Giovanni rimasero a Esztergom per quattro anni prima di essere restituite a Sofia nel 1187. Gli storici Gyula Moravcsik e Tamás Bogyay hanno sostenuto che i resti furono rispediti indietro come segno di distensione nei confronti dell'impero bizantino.

### Arcivescovo
Un documento dalla dubbia autenticità lo indica quale arcivescovo già nel 1175. Lo storico Attila Zsoldos ha analizzato il testo nel dettaglio e ha svelato le contraddizioni tra i dati archontologici, i quali esistono ancora nonostante gli sforzi storiografici che hanno cercato di correggere la data della carta al 1183 o al 1185. Scritto a nome del re Béla III, il falso contiene diversi errori fattuali, mentre altre date sono incompatibili tra di loro. Giobbe figura per la prima volta come arcivescovo di Esztergom nel 1185, benché non sia menzionata la sua sede. Ben presto, Giobbe e Adriano furono inviati congiuntamente nel regno di Francia in qualità di rappresentanti di Béla III, al fine di trovare una sposa per il re (la cui moglie Agnese era morta nell'anno 1184) e negoziarono con Filippo II la questione. Alla fine, Béla sposò la nuora vedova di Enrico II, Margherita di Francia, nell'estate del 1186, figlia di Luigi VII di Francia e sorella di Filippo II.

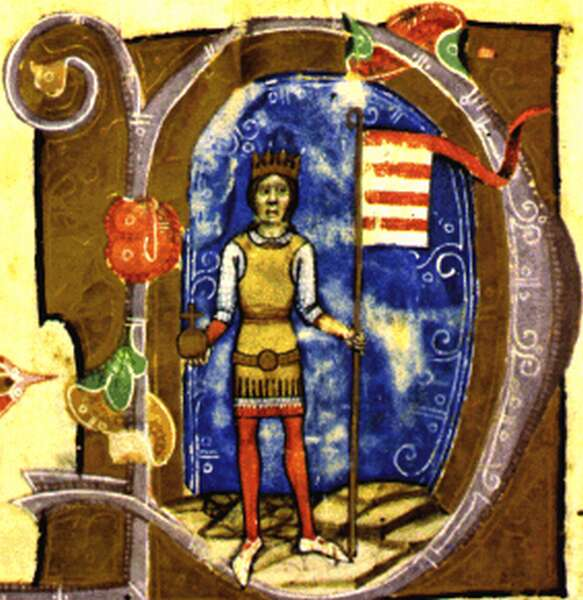
Alleato e monarca di Giobbe, re Béla III in una miniatura tratta dalla Chronica Picta

Subito dopo la sua elezione, Giobbe si sforzò di rafforzare la sua posizione di preminenza all'interno della gerarchia della Chiesa nazionale. Su sua richiesta, papa Lucio III confermò tutti i privilegi e le libertà dell'arcidiocesi di Esztergom nell'aprile del 1185. Questi privilegi furono confermati da papa Celestino III nel 1188 e nel 1191, così come da papa Innocenzo III anche nel 1198. Quest'ultimo rimarcò il ruolo dell'arcivescovo di Esztergom tra uno dei tre requisiti per l'incoronazione del monarca ungherese nella sua carta del dicembre del 1191 (le ultime tre incoronazioni furono eseguite dall'arcivescovo di Kalocsa per vari motivi). Intorno al 1188, la cattedrale di Nostra Signora e di Sant'Adalberto finì avvolta dalle fiamme. Giobbe decise di ricostruire la basilica «con ancora maggiore splendore» per rappresentare il suo ruolo indispensabile nella Chiesa d'Ungheria. La nuova cattedrale in stile gotico fu consacrata nel 1196.
Giobbe si rivelò un convinto sostenitore dell'autorità reale durante il governo di Béla, venendo inviato in numerose missioni diplomatiche durante i suoi due decenni di episcopato. Béla III e Giobbe accolsero Federico I Barbarossa nell'estate del 1189 a Esztergom, quando i crociati tedeschi marciarono attraverso l'Ungheria nella terza crociata. Più tardi in quell'anno, Giobbe si preoccupò di mediare un trattato di pace tra il suo monarca e Casimiro II di Polonia dopo la loro guerra per la sfera di influenza sul principato di Galizia. Il rapporto di Giobbe con l'impero bizantino e la Chiesa ortodossa si dimostrò ambiguo; dopo aver scortato la figlia di Béla, Margherita, a Costantinopoli per sposare l'imperatore bizantino Isacco II Angelo, Giobbe ebbe una disputa dottrinale con il sovrano locale riguardo all'uso di animali annegati e alla relazione tra il Figlio e lo Spirito Santo, esponendo la visione del rito latino. La disputa viene narrata da una lettera di Demetrio Tornice. Tamás Bogyay ha evidenziato che non vi è alcuna traccia di toni ostili nel testo, riflettendo la stima reciproca tra Giobbe e Isacco. Lo storico ha ritenuto che l'imperatore avesse riconosciuto la sua educazione teologica e il suo prestigio con la sua partecipazione alla disputa, mentre Giobbe presumibilmente sapeva esprimersi senza problemi in greco. Sostenendo il re Béla, Giobbe ebbe un ruolo importante nella canonizzazione di San Ladislao I d'Ungheria e nella diffusione del suo culto dal 1192. Insieme al suo monarca e al palatino magiaro Mog, Giobbe prese la croce come segno del suo desiderio di organizzare una crociata in Terra Santa nel 1195. Tuttavia, non poté adempiere al suo giuramento a causa della morte di Béla il 23 aprile 1196.
Emerico succedette a suo padre, il cui intero dominio fu caratterizzato dalla cosiddetta guerra dei fratelli contro il fratello minore ribelle, il duca Andrea. All'inizio, Giobbe veniva considerato sostenitore del monarca, come si desumerebbe dalla concessione di due terzi delle entrate della dogana di Esztergom da Emerico nel 1198 alla sua arcidiocesi, provvedimento confermato da papa Innocenzo l'anno successivo. Emerico donò inoltre il castello reale di Esztergom all'arcidiocesi nello stesso documento, oltre ad alcuni beni di Presburgo (l'odierna Bratislava, in Slovacchia) e Szeben (oggi Sibiu, in Romania).
Durante gli ultimi anni dell'episcopato di Giobbe, la tensione tra le sedi di Esztergom e Kalocsa sulle divergenti opinioni sulla questione della giurisdizione del primato raggiunse il suo apice, specialmente quando Giovanni, un fedele sostenitore di Emerico, fu eletto arcivescovo di Kalocsa nel 1202. Nello stesso periodo, il rapporto di Giobbe con Emerico si deteriorò drasticamente, con ampia probabilità in quanto rimase neutrale nella lotta di potere tra il re e il fratello minore, e si tenne lontano dalle questioni politiche. Alcuni studiosi hanno affermato che Giobbe insorse apertamente al monarca e si unì alla corte del duca Andrea, poiché Emerico si riferì a Giobbe come suo «nemico» nella sua lettera a papa Innocenzo intorno al 1202, quando gli furono offerti direttamente a Roma i prepositi reali e le abbazie sotto la supervisione di Esztergom. In queste condizioni, la rivalità tra Esztergom e Kalocsa divenne parte di una più ampia lotta per il potere secolare in Ungheria. Un episodio di questo conflitto si verificò quando la benedizione episcopale di Giobbe in una chiesa reale, che si trovava nel territorio dell'arcidiocesi di Esztergom, fu interrotta da Giovanni, che entrò nella cattedrale con il suo seguito e benedisse personalmente il popolo. In un'altra occasione, Giovanni affidò ai suoi due vescovi suffraganei il compito di consacrare le chiese che appartenevano a Esztergom. Giovanni indossava in maniera indebita il pallio e usava la croce arcivescovile durante le messe. Con il pretesto del bogomilismo che si diffondeva lungo il confine meridionale, Giobbe chiese al pontefice Innocenzo di investirlo di un mandato di legato apostolico valido nell'intero regno (cioè anche nell'arcidiocesi di Kalocsa), quando si recò di persona a Palestrina (o Praeneste). Dopo aver ricevuto la lettera di Emerico, Innocenzo la rifiutò, ma emise tre bolle pontificie nel 5 maggio 1203 le quali confermavano i privilegi dell'arcidiocesi di Esztergom, tra cui il diritto di incoronare i sovrani, la somministrazione dei sacramenti al monarca e alla famiglia reale, la sovrintendenza sui prepositi e sulle chiese reali, la giurisdizione ecclesiastica sui funzionari reali e la riscossione e la ridistribuzione delle decime dal tesoro reale. Giobbe morì il 1° febbraio 1204 a Esztergom e, dopo un periodo in cui la sede rimase vacante per quasi due anni, il suo rivale Giovanni gli succedette come arcivescovo di Esztergom alla fine del 1205.

## Porta speciosa
La porta speciosa costituiva l'entrata principale della cattedrale di Esztergom, costruita da Béla III e Giobbe. L'iconografia del timpano della porta raffigura Santo Stefano che offre l'Ungheria alla Vergine Maria in compagnia di Adalberto di Praga e - anacronisticamente - re Béla e l'arcivescovo Giobbe, rispettando la tradizione della Leggenda Maggiore di Stefano. Si tratta della prima raffigurazione contemporanea di cui si ha conoscenza di un arcivescovo di Esztergom. La porta speciosa di Esztergom testimoniava l'influenza romea, diffusasi durante il regno di Béla III. Secondo lo storico Tamás Bogyay, quella porta potrebbe coincidere con il primo edificio sacro monumentale di questo tipo dedicato a Maria oltre le Alpi. L'epigrafe di «iura sacrorum» rifletteva il primato di Esztergom nell'organizzazione della Chiesa ungherese, in accordo con gli sforzi di Giobbe.